# Тако Гачечиладзе
Тамара „Тако” Гачечиладзе (груз. თაკო გაჩეჩილაძე; Тбилиси, 17. март 1983) грузијска је певачица, текстописац и глумица. Као члан квартета Stephane & 3G требало је да представља Грузију на Песми Евровизије 2009. са песмом We Don't Wanna Put In али су дисквалификовани због политичке поруке песме.
Тако Гачечиладзе ће представљати Грузију на Песми Евровизије 2017. са песмом "Keep The Faith.